# Фрідріх Август II (король Саксонії)

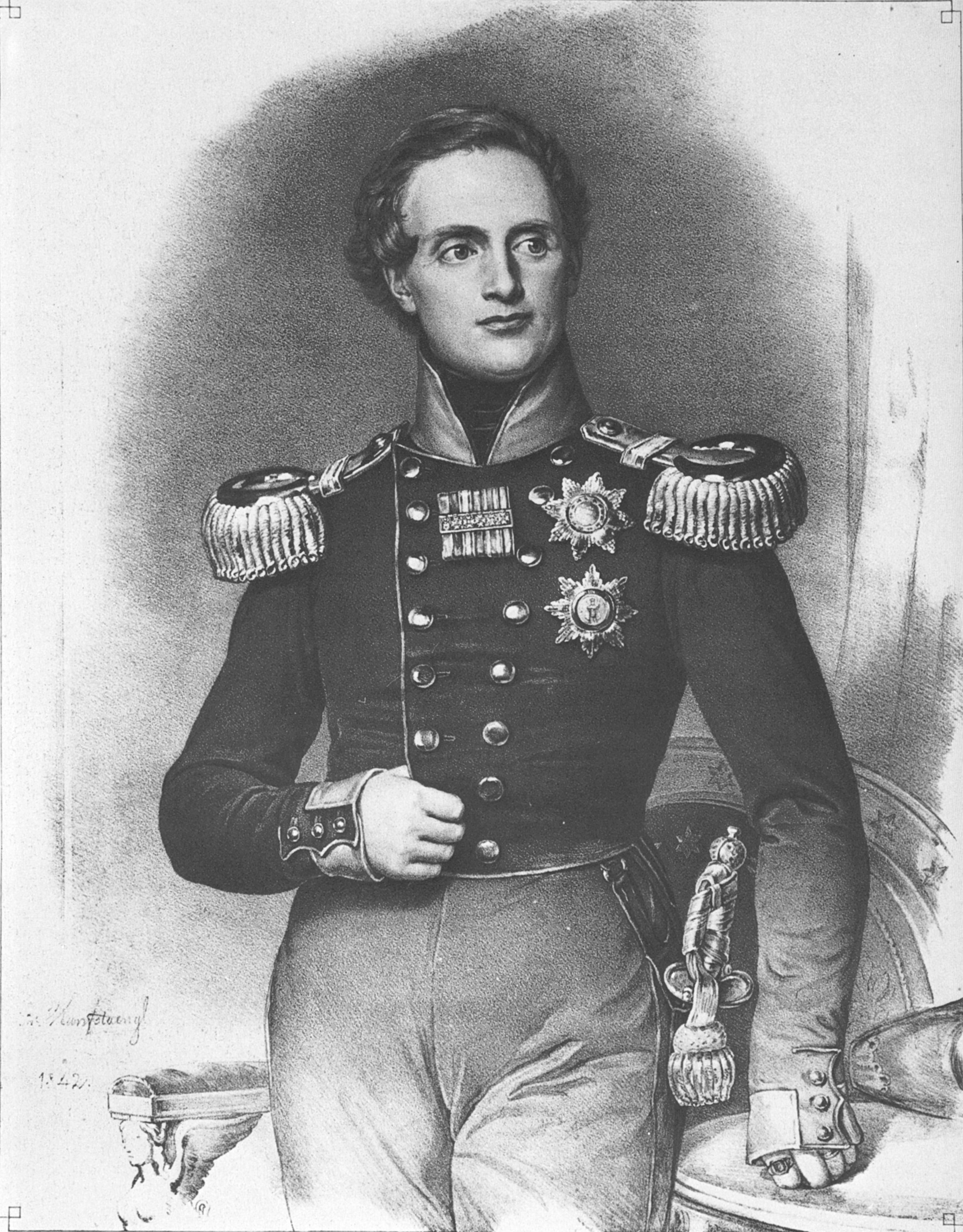
Фрідріх Август. Літогрфія Франца Ганфштенгля. 1842 р.

Фрідріх Август ІІ (нім. Friedrich August II. повне ім'я: Albert Maria Clemens Joseph Vincenz Aloys Nepomuk Johann Baptista Nikolaus Raphael Peter Xaver Franz de Paula Venantius Felix von Sachsen , *18 травня 1797, Вайссензее (Тюрингія) — 9 серпня 1854, Каррестер (Тіроль)) — третій король Саксонії

## Походження
Фрідріх Август був старшим сином принца Максиміліана Саксонського (Maximilian von Sachsen, 1759–1838), молодшого сина курфюрста саксонського Фрідріха Хрістіана. Його мати Кароліна Пармська (Caroline von Bourbon-Parma, 1770–1804), була дочкою грецога Фердінанда Пармського і Амілії Австрійської.
Фрідріх Август був офіцером у визвольній війні проти Наполеона, але з рештою не проявив великого інтересу до військовоїсправи. Політичними питанням займався лише з почуття морального обов'язку. У своїй діяльності він спирався головно на своїх міністрів. У 1836 році він перебрав на себе правління свого дядька Антона, з яким він правив разом з вересня 1830 р. Як дуже милий і розумний чоловік, він дуже швидко здобув популярність у народу. З 2 лютого 1832 він ввів для міст вільне самоврядування.

## Політична діяльність

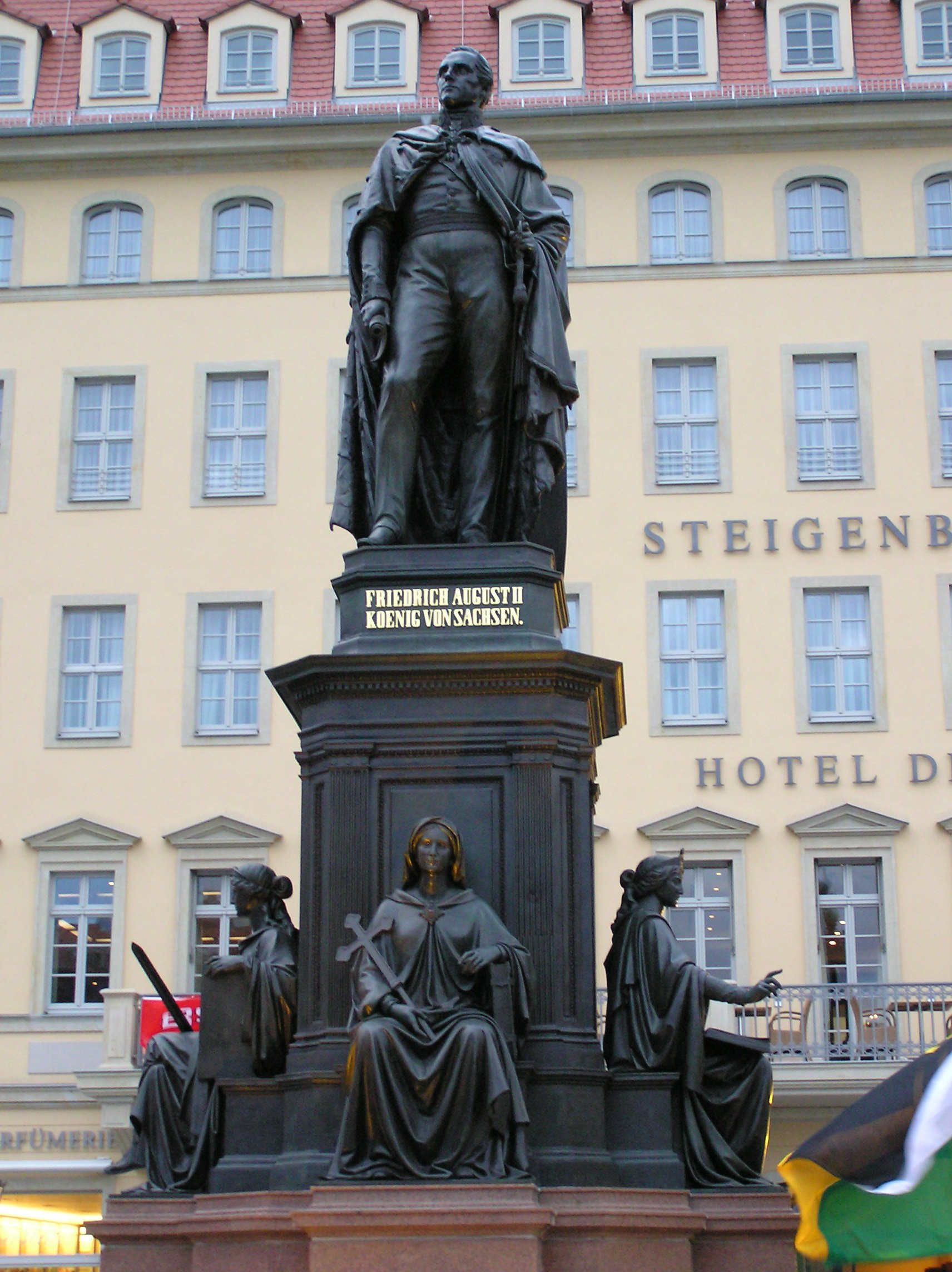
Пам'ятник Фрідріха Августа ІІ у Дрездені.

За указам Фрідріха Августа ІІ від 17 березня 1832 року селяни були звільнені від панщини і кріпацтва. В 1836 р. був створений єдиний суд для Саксонії з новим Кримінальним кодексом. Під час революційних подій 1848/49 (березнева революція) він призначив ліберальних міністрів, скасував цензуру і прийняв ліберальний закон про вибори. Однак скоро його поведінка змінилася. 28 квітня 1849 Фрідріх Август II розпустив парламент, а під час Дрезденського повстання в 1849 році  для придушення демократичного руху дозволив своїм солдатам стріляти в людей, в результаті чого десятки громадян були вбиті.

## Смерть
Під час подорожі до Тіролю 8 серпня 1854 карета Фрідріха Августа ІІ перекинулася. Король був тяжко ранений ударом копита коня по голові і помер в готелі Нойнер, який функціонує до сих пір. Він був похований 16 серпня 1854 в католицькій Хофкирхе в Дрездені. На його пам'яті вдова Марі Саксонська наказала побудувати на місці нещасного випадку королівську капличку, яка була освячена через рік.
Його наступником був молодший на чотири роки брат Йоганн. Він правив Саксонією до своєї смерті в жовтні 1873.